# Жорж Гарньє
Жорж Гарньє (фр. Georges Garnier, 14 травня 1878, Париж — 2 лютого 1936, Париж) — французький футболіст, що грав на позиції нападника.
Виступав, зокрема, за клуб «Клуб Франсе», а також національну збірну Франції.

## Клубна кар'єра
Виступав за команду «Клуб Франсе», кольори якої і захищав протягом усієї своєї кар'єри гравця. 

## Виступи за збірну
У 1904 році дебютував в офіційних матчах у складі національної збірної Франції.
Загалом протягом кар'єри в національній команді, яка тривала 2 роки, провів у її формі 3 матчі.
Помер 2 лютого 1936 року на 58-му році життя у місті Париж.